# ダダパラ!!
「ダダパラ!!」は、日本の音楽ユニット・girl next doorの12作目のシングル。

## 概要
- 前作「Silent Scream」から約5か月ぶりにして、アガる3部作と銘打った3か月連続シングルリリース企画の第1弾作品[注 1][1][2]。なお、girl next door名義としての最初の作品でもある[3]。
- メジャーデビュー後のシングル作品では初めて既発曲のリミックスバージョンが未収録となり、初めてボーナス・トラックが収録された。
- 表題曲はBeeTV『イモ女改造計画』の主題歌及びエービーシー・マートのTV-CMソングに、カップリング1曲目はNHK総合テレビドラマ『金魚倶楽部』の挿入歌にそれぞれ使用された[1][2]。
- ジャケットが異なるMUSIC VIDEO盤とLIVE盤、CDのみ盤の3形態で発売された。MUSIC VIDEO盤には表題曲と「ユメのカタナ」のミュージック・ビデオとドキュメンタリー映像が収録されたDVDが、LIVE盤には同年5月3日から5月6日に東名阪のライブハウスで敢行されたライブツアー『GIRL NEXT DOOR "LIVE Destination"』から「Freedom」「ユメのカタナ」「運命のしずく〜Destiny's star〜」のライブ映像とメイキング映像、メンバープロフィール動画が収録されたDVDが同梱された。また、3形態共通初回生産分特典として全54種類のオリジナルトランプカードが13枚ランダムで封入された[1]。

## 収録曲
| 全作曲: 鈴木大輔、全編曲: girl next door & 水上裕規。 |                               |                  |            |      |
| #                                                     | タイトル                      | 作詞             | 作曲・編曲 | 時間 |
| 1.                                                    | 「ダダパラ!!」                | 千紗 & Kenn Kato | 鈴木大輔   | 4:20 |
| 2.                                                    | 「Pure」                      | 千紗 & Kenn Kato | 鈴木大輔   | 5:06 |
| 3.                                                    | 「Summer Breeze」             | 千紗 & Kenn Kato | 鈴木大輔   | 5:18 |
| 4.                                                    | 「ダダパラ!! (Instrumental)」 |                  | 鈴木大輔   | 4:20 |
| 5.                                                    | 「Pure (Instrumental)」       |                  | 鈴木大輔   | 5:06 |

### 解説
1. ダダパラ!!
鈴木大輔はこの楽曲のミュージック・ビデオでDJを披露していた。
2. Pure
3. Summer Breeze
CDのみ盤のみ収録されたボーナス・トラック。
4. ダダパラ!! (Instrumental)
表題曲のインストゥルメンタルバージョン。
5. Pure (Instrumental)
カップリング1曲目のインストゥルメンタルバージョン。

## 参加ミュージシャン
girl next door
- 千紗：Vocal
- 鈴木大輔：Keyboards
- 井上裕治：Guitar

## タイアップ
- BeeTV『イモ女改造計画』主題歌 (#1)
- エービーシー・マートTV-CMソング (#1)
- NHK総合テレビドラマ『金魚倶楽部』挿入歌 (#2)

## 収録アルバム
- アガルネク! (#1)
- SINGLE COLLECTION (#1)
- girl next door THE LAST (#1〜3)